# پایگاه نیروی هوایی فرانسیس وارن
پایگاه نیروی هوایی فرانسیس ای وارن (به انگلیسی: Francis E. Warren Air Force Base) یک پایگاه متعلق به نیروی هوایی ایالات متحده آمریکا است. این پایگاه در ۳ مایلی شاین، وایومینگ قرار دارد. ستاد فرماندهی نیروی هوایی بیستم در این پایگاه قرار دارد.